# Triumph or Agony
Triumph or Agony (c англ. «Триумф или агония») — седьмой альбом итальянской группы Rhapsody of Fire, первый под этим названием (предыдущие были выпущены под названием Rhapsody) и первый после перехода на лейбл Джоуи Де Майо Magic Circle Music. Является продолжением второго цикла сюжетных альбомов в жанре фэнтези о волшебной стране Алгалорд, создаваемого в соавторстве и сотрудничестве с голливудским актёром Кристофером Ли. Кристофер выступил в качестве автора сценария и участвовал в записи альбома, читая текст «от автора». Его дочь Кристина Ли сыграла роль принцессы Лотен.
Музыканты Rhapsody сделали этот альбом несколько менее скоростным и более мелодичным, чем предыдущие, с меньшим влиянием пауэр-метала и большим — симфонического и прогрессивного метала.
Обложка к альбому нарисована известным художником Джеффом Изли, бывшим художественным редактором TSR, Inc.

## Список композиций
1. «Dar-Kunor» 3:13
2. «Triumph or Agony» 5:02
3. «Heart of the Darklands» 4:10
4. «Old Age of Wonders» 4:35
5. «Myth of the Holy Sword» 5:03
6. «Il Canto Del Vento» 3:54
7. «Silent Dream» 3:50
8. «Bloody Red Dungeons» 5:11
9. «Son of Pain» 4:43
10. «The Mystic Prophecy of the Demon Knight» 16:26
  - «I. A New Saga Begins»
  - «II. Through the Portals of Agony»
  - «III. The Black Order»
  - «IV. Nekron’s Bloody Rhymes»
  - «V. Escape From Horror»
11. «Dark Reign of Fire» 6:26
  - «I. Winter Dawn’s theme»
12. «Defenders of Gaia» 4:34 (Bonus)
13. «A New Saga Begins» 4:21 (Bonus)
14. «Son of Pain (Limited French Version)» 4:42
15. «Son of Pain (Limited Italian Version)» 4:42

Все песни написаны Лукой Турилли и Алексом Старополи, кроме «Il Canto del Vento», написанной Фабио Лионе.

## Участники
- Лука Турилли — гитара
- Фабио Лионе — вокал
- Алекс Старополи — клавишные
- Патрис Гуэрс — бас-гитара
- Алекс Хольцварт — ударные

### Гости
- Кристофер Ли — рассказчик
- Тоби Эддингтон — рассказчик
- Кристина Ли — рассказчик
- Доминико Леуркин — дополнительная гитара